# Nitrogenetics
Pour les articles homonymes, voir Rozema.
Nitrogenetics est un groupe néerlandais de mainstream hardcore. Composé des frères Rick et Tim Rozema, le groupe est actuellement signé au label discographique italien Hardcore Blasters.

## Histoire
Rick et Tim Rozema ont grandi dans le Limbourg, aux Pays-Bas. Ils commencent tous deux à mixer pour leur plaisir. En 2005, ils envoient une de leurs compositions à un petit label indépendant, Morphcore. Au bout de six mois, le duo voit plus grand. Ils envoient à Hardcore Blasters quelques maquettes, qui y sont fort bien accueillies.
Hardcore Blasters leur offre leur première sortie, l'EP Gods Unwanted Children, en 2005. Plusieurs autres sorties s'enchaînent, dont les succès Shocking and Stunning sur l'EP Somniphobia en 2005, puis Hit Me! sur True Rebel en 2006. Très bien accueillies en Espagne, elles leur permettent d'obtenir leur premier cachet d'importance en 2007 au Central, à Alicante, et leur apparition sur des compilations à grand tirage, dont Thunderdome et Hardcore Emotions. Ils participent aux grands événements hardcore, dont le Masters of Hardcore de 2010. Leur morceau Pledge of Resistance, sorti en 2012, leur assure la reconnaissance unanime de la scène gabber, leur titre étant joué par les plus grands DJ lors de leurs sets. En 2016, ils participent à l'édition Methods of Mutilation du festival Masters of Hardcore.

## Style musical
Nitrogenetics a un style musical particulier, mettant l'accent sur les échantillons de textes forts. En particulier, Pledge of Resistance reprend le texte éponyme de la poète militante Starhawk et du rappeur poète Saul Williams, un des symboles de la campagne « Not in Our Name (en) » contre l'intervention de la coalition américaine en Irak en 2003. Le duo néerlandais a connu un parcours atypique, connaissant d'abord le succès en Espagne puis en Italie, avant d'être reconnu aux Pays-Bas.

## Discographie

### Album studio
- 2012 : Train of Thought (Hardcore Blasters)

### Simples et EP
- 2005 : Shocking and Stunning (Hardcore Come Back)
- 2005 : Somniphobia (EP) (Hardcore Blasters)
- 2006 : True Rebel (EP) (Hardcore Blasters)
- 2007 : Party Down (avec DJ D) (Hardcore Blasters)
- 2008 : Pladge of Resistance (EP) (Hardcore Blasters)
- 2009 : Inside Your Head (EP) (Hardcore Blasters)
- 2010 : Mu-Sick (EP) (Hardcore Blasters)
- 2011 : The Experience (EP) (avec Rayden) (Hardcore Blasters)
- 2011 : Makebelievers (EP) (Hardcore Blasters)
- 2011 : State of the Art (EP) (avec DJ D) (Hardcore Blasters)
- 2012 : Automation (EP) (Hardcore Blasters)
- 2015 : Doomsday (EP) (Afterlife Recordings)
- 2015 : Apex Predator (EP) (Afterlife Recordings)

### Hymnes
- Driven by Fear (avec Dominator)